# Цитерия
Цитерия, также возможен вариант имени Сайферия (англ. Cytherea, настоящее имя Кэссиардолла Элэйн Стори англ. Cassieardolla Elaine Story; 27 сентября 1981 года, Солт-Лейк-Сити, США) — американская порноактриса и модель, известная сквиртингом во время полового акта.
Псевдоним Цитерия — это эпиклеса Афродиты, древнегреческой богини любви и красоты.
Карьеру начала в 2003 году и на 2013 год снялась в 362 порнофильмах.

## Личная жизнь
Цитерия родилась в Солт-Лейк-Сити, штат Юта. У неё двое детей; она бывшая мормонка.
Была замужем за Тимоти Хейлом. Хейл умер 2 ноября 2016 года в возрасте 52 лет.

## Премии и номинации
- 2004 XRCO Award — Teen Cream Dream[10]
- 2005 AVN Award — Лучшая новая старлетка[11]